# Balesmes-sur-Marne
Balesmes-sur-Marne era una comuna francesa situada en el departamento de Alto Marne, de la región de Gran Este, que el 1 de enero de 2016 pasó a ser una comuna delegada de la comuna nueva de Saints-Geosmes al fusionarse con la comuna de Saints-Geosmes.

## Demografía
| Gráfica de evolución demográfica de Balesmes-sur-Marne entre 1800 y 2013 |
|                                                                          |

Los datos demográficos contemplados en este gráfico de la comuna de Balesmes-sur-Orne se han cogido de 1800 a 1999 de la página francesa EHESS/Cassini, y los demás datos de la página del INSEE.